# Great Barrington
Great Barrington é uma vila localizada no condado de Berkshire no estado estadounidense de Massachusetts. No Censo de 2010 tinha uma população de 7.104 habitantes e uma densidade populacional de 59,92 pessoas por km². Abrigo de um resort de ski e das vilas de Van Deusenville e Housatonic, Great Barrington é o local de nascimento do historiador W. E. B. Du Bois.

## Geografia
Great Barrington encontra-se localizado nas coordenadas 42° 13′ 19″ N, 73° 19′ 59″ O. Segundo o Departamento do Censo dos Estados Unidos, Great Barrington tem uma superfície total de 118.56 km², da qual 116.09 km² correspondem a terra firme e (2.09%) 2.47 km² é água.

## Demografia
Segundo o censo de 2010, tinha 7.104 pessoas residindo em Great Barrington. A densidade populacional era de 59,92 hab./km². Dos 7.104 habitantes, Great Barrington estava composto pelo 90.78% brancos, o 2.66% eram afroamericanos, o 0.35% eram amerindios, o 1.75% eram asiáticos, o 0.01% eram insulares do Pacífico, o 1.8% eram de outras raças e o 2.65% pertenciam a duas ou mais raças. Do total da população o 5.97% eram hispanos ou latinos de qualquer raça.